# Gampsocera albopilosa
Gampsocera albopilosa är en tvåvingeart som först beskrevs av Becker 1924.  Gampsocera albopilosa ingår i släktet Gampsocera och familjen fritflugor.
Artens utbredningsområde är Taiwan. Inga underarter finns listade i Catalogue of Life.